# 普通教育發展證書
普通教育发展证书（英語：General Educational Development，或简称GED考试) 是为验证个人是否拥有美国或加拿大高中级别学术技能而设立的考试及证书，测试内容共包含五类科目。GED这一首字母缩写组合也时常含有“普通教育文凭”、“普通等阶文凭”或者“毕业生等阶学位”之义。
作为美国教育委员会和培生公司的合作项目，GED考试服务中心是GED考试的唯一运营者。该考试可以通过纸张或者电脑进行，但考试者必须亲自到场。在测验结果被审读之后，及格的测试者会被授予一份“高中等级学历证明”或者与之名称相似的凭证。GED考试与高中文凭具有同等效力。
最初，该考试旨在第二次世界大战之后帮助老兵重归平民的生活。包括成年人在内的没有获得过高中文凭的美国或加拿大移民参加GED考试的普遍原因有：过早离开高中，无法完成所需课程或通过强制性考试，工作需要，个人问题以及想要提前进入大学。
自从该考试创办以来，超过18,000,000人得到了GED证书。每7名拥有高中学历的美国人或者每20名美国大学的学生当中，就有1名曾经收到过GED证书。参加GED考试者的平均年龄为24岁。他们当中有70%在离开学校之前都至少完成了10年级的课程，并且年龄在19岁以上。
除英语之外，GED也同样提供西班牙语、法语考试，以及大字印刷版本、卡型盒式录音机、布拉耶盲字形式的考试。考试及考试所需的准备工作不仅通过传统形式进行，也同样提供给囚犯和正在军事基地服役者。居住在美国、加拿大或者美国属地以外者可以通过私人考试公司参加GED考试。

## GED考试的历史
1942年11月，美国军事学会请求美国教育委员会（ACE）开设一种用以衡量高中水平学术技能的考试。这种考试给予那些在军中服役者以及退伍军人们一种展示他们知识的机会。通过该考试，退役的美国军人和海员便能取得一份他们在求职和进入大专学习或培训的过程中所需的学术证明。
1988年，美国教育委员会第三次修订了GED考试。其最值得注意的变更在于，增加了写作范文或者随笔部分。新版将更多的重点放在了社交话题以及解决问题的技能上。根据首次对参加考试者的调查，为了去比中学更高一级的学校继续学习而参加GED考试的学生在数量上要比为了找工作而参加GED考试者要多。前者为65%，而后者仅为30%。
2002年，为了更好地与当代高中教育的标准相契合，GED考试第四次被修订。

## GED考试的运作
GED考试由五个项目组成：语言艺术 - 写作、社会科学、自然科学、语言艺术 - 阅读和数学。
为确保公正，所有官方GED考试中心必须遵循由美国教育委员会指定的统一测试标准，包括《1990美国残障法案》或者《加拿大权利与自由宪章》所规定的内容。
地方政策决定了学生是否必须在一天之内完成考试的五个项目。在某些地域，考试过程被分割为两天甚至更久，且可供考试的天数并不总是具有连续性。

### 语言艺术 - 写作

#### 第一部分
写作测试被分为两个部分。第一部分涵盖了句子（语言学）结构、组织，语言规范和运用，以及写作技巧。考生需要阅读来自商业、信息与教育出版物的文章并根据美式英语标准（或者西班牙语和法语的同等标准）对它们进行纠正、修改或完善。考试者将要在75分钟内完成第一部分的50道题目。

#### 第二部分
本测试仍然属于写作范畴。该部分要求学生就一项指定的话题在45分钟内写一篇随笔。提前完成第一部分的学生可以利用剩余的时间接着完成随笔的写作。一篇优秀的随笔必须专注于要点，有着清晰的结构和明确的思路发展，并表现出作者对句子结构、标点符号、语法、词汇选择和拼写的有效控制。随笔不存在字数下限，但它的篇幅必须足够长从而充分发展主题内容。指定的话题始终是一种并不需要特定领域知识的意见或看法，比如“流行音乐的对青少年的影响”或者“没有子女的生活之优势与劣势”。

### 社会科学
本测试涵盖了美国历史、世界历史、市政学、政治、经济学和地理学，共有50个问题，考生需要在70分钟内作答。
在社会科学考试当中，考生需要阅读短文并回答多项选择题。某些短文来自诸如《独立宣言》、美国最高法院判决等档案。许多问题采用线图、表格、以及社论讽刺漫画这样的图片来陪衬或替代纯文字内容。
问题类型包括经济学、市政学和政治，并大量基于实际档案，比如税收形式、选民注册形式、工作场所和个人预算。全球变暖和环境法律这样的话题也同样包括在内。

### 自然科学
本测试有50道多项选择题，共80分钟，涵盖了生命科学、地球科学、空间科学以及物质科学（即化学和物理学），旨在衡量考生的理解能力以及将科学概念应用到来自学术、工作文献的视觉和书面课文的能力。该部分集中考察一个科学地受到过教育的人所必须懂得、理解和能够做的一些事。试题符合国家科学教育内容标准，并将重点聚焦在环境与健康话题（比如循环利用、遗传和污染）以及科学与生活的联系上。考生应该做好面对表格、图示、图表、图解和完全命题的准备。
大多数有关“科学”的问题测试包括一项图解，比如地图、图示、图表或图解。其主题包含了光合作用、气象、气候、地质学、磁学、能和细胞分裂。

### 语言艺术 - 阅读
本测试有40道题目，共65分钟。其测试考生阅读和理解那些会在高中课堂内出现的课文。该测试有5段小说式短文和2段写实短文，每一段长约300至400词。虚构式短文会包括1部剧本和1首诗的节选以及3篇散文。写实短文有可能来自信函、传记、报纸和杂志中的文章，或诸如手册、表格之类的实用文章。每段短文之后都有试题测验考生的阅读理解、分析课文、在其它场合应用信息及综合已经提供的新概念的能力。
试题并不要求考生熟悉与那些与被节选的文章具有串联关系的大量文学内容、作者的其它作品、文学史或者对某一时期和习俗有着特定要求的学科。

### 数学
本测试有50道题目，共90分钟，由两个相同时长的部分组成。第一部分允许考生使用计算器，但第二部分则禁止计算器的使用。考生必须使用考试中心提供的计算器，来自其它任何地方的计算器都不会被接受。
在50道题目当中，40道为多项选择题。剩余的10道采用交替式结构，要求考生在数值或坐标表格上写下答案。测试的两个部分都同时包含这两种题型。有关考试的宣传册中提供了有关常见准则的内容以及完成交替式题型和使用计算器的指导说明。
本测试重点考察四个主要的数学学科
- 数字运算 和数字含义
- 测量法与几何学
- 数据分析、概率与统计学
- 代数学、函数和形状

## 考试管理
在美国和加拿大有超过3,200个GED官方考试中心。考试中心通常位于成人教育中心、社区学院和公共教育学校。居住于大都會区域的学生可以从多个临近的考试地点中进行选择。
GED官方考试中心由周围环境而定。所有考试内容须由学生本人遵照特定准则和强制性安全规定进行（非在线/线上方式）。考试期间会允许考生稍作休憩，具体取决于某一时间段会进行多少考试。鉴于考试房间的大小，可能会对入场考生的人数进行限制。
总共有大约25套GED考试的不同版本循环使用。此种规定有助于控制有可能作弊的考生。与其它类型的标准测试相同，各个版本的GED考试内容会被校准至同一难度级别。

### 费用
GED考试向考生收取的费用因州而异。通过与地方考试中心联系，可以得到最可信且最新的有关目前各地考试费用和政策的信息。
在某些地区，想要得到GED证书的学生无须缴费。比如在阿肯色州，对参加练习考试的学生不收取费用；在康涅狄格州，21岁以下的退伍军人和学生可以免费参加考试；基于GED地方管理部门的政策，学生可以免费参加备考课程或者得到一份免费的官方考试预备教材。
在其它的州，学生必须支付考试费用。在2008年，考试费从北卡罗莱纳州社区学院的7.50美元到加利福尼亚州的150美元不等。学生有可能需要缴纳考试的注册费以及重复参加某一项未通过部分的额外费用。考试可以在一个考试周期结束之前（通常是当年或来年的最后一天）重复参加先前未通过的部分。

### 残障考生
想要参加GED考试的残疾人有可能在合理的范围内得到对考试内容的额外适应过程与考试方法的更改。如果考生的残障情况由专业人士证明，便可从考试中心领取一份适合自己的表格：
- 身体残疾者及长期疾病（比如失明、视力低下、听觉器官损伤和缺乏自主移动能力）患者：“请求适应 — 身体残疾/慢性疾病”表格
- 认知障碍（比如诵读困难、读数障碍、失语和写作能力失调）患者：“请求适应 — 学习及其它认知障碍”表格
- 情绪化或心理健康失调（比如躁狂抑郁性精神病、图洛特氏综合征和精神分裂症）患者：“请求适应 — 情绪/精神健康”表格
- 多动症、动作失调（下意识型、活动过度型或综合型）患者：“请求适应 — 注意力缺乏症/多动症”表格

考生须将填写完整的表格送回GED考试中心。每一个请求都会由专人考量。如果适应请求被同意，地方GED主考人/考官将会指引考生进行考试并提供相应的适应内容。考生无需再为该服务支付费用。帮助残疾考试更有效地适应考试内容的方式包括但不限于：
- 有声磁带考试
- 布拉耶盲字或者大字版考试
- 视觉增强技术
- 视频设备
- 有声计算器或算盘
- 手语翻译员
- 抄写员（用于写下考生口述的答案）
- 延长考试时间

### 国际考试
缅因州教育局通过美国教育委员会提供的GED考试服务向所有成功通过了Prometric公司国际GED考试程序的学生颁发缅因州高中等阶文凭。Prometric公司为全球各地的考场提供了GED考试的电脑化版本。考生可以在全年的工作日（周一至周五）选择考试日期。
从2013年2月1日起，Prometric停止提供GED的国际考试服务。2月13日之后，培生VUE接手该服务并继续将其提供给全球学生。

## 通过GED考试
考生在GED考试体系的某一科目中有可能得到的考分与学术能力倾向测试（SAT）考试的单部分分数一样，以200分为最低分，800分为最高分。800分将使一名考生成为高中毕业生中最顶尖的1%的成员。ACE考试给出建议，制定了每一科目考试的最低标准（目前为410分）与总得分的最低标准（目前为2250分，即，将五门考试总得分平均后为450分）。尽管绝大多数机构（一般来说是美国教育局）都会采纳并依据这些最低标准来颁发GED证书，个别机构也有可能自行建立一个更高的标准。许多机构会特地为那些得分高过普通标准的考生颁发荣誉级别证书。某些地区为通过GED考试的学生开展结业典礼并将奖学金授予那些得到高分者。
接受高中学历的大学通常也会对GED分数有要求。比如亚利桑那州立大学要求考生提供的GED成绩中每一科目的得分不得低于500。.
如果学生通过了一门以上（但并非全部五门）的科目，他/她只需重新参加没有通过的科目考试。许多地方限制考生在一年内参加考试的次数。所有考试必须在时效期（通常是从考试当年的最后一天数起的两年内）之前参加完毕。
GED证书由考试所居住的州、省或地区颁发。
多数政府机构和大学将GED视为与高中文凭同等的证书，并将其列入评判学生是否有资格入学的前提之中。不过，由于一些军人缺乏传统高中文凭，美国军队对GED得分有着特定且更高的要求。同样，经济研究显示，GED证书本身（即，在没有接受中学教育或训练的情况下）并没有为传统高中毕业生提供同样的工作机会。
有些人认为GED考试比它应该达到的难度范围还要简单，所以部分雇主将其轻视为一种比高中文凭更加低级的学术能力证明。另外一些人却觉得GED比它理应达到的难度更难。根据2003年GED统计报告中的数据，参加、完成并通过考试的学生数量与2002年相比有所下滑。该下滑现象被认为是由于新的测试内容难度增大。
关于GED考试，最频繁的批评在于其多项选择题的模式。其他人表示，GED的阅读理解题太过简单，其数学部分的基础运算过多，而高级代数和几何问题数量不足。
为了对此类批评做出回应，GED考试在2002年被修订以提高其难度。最重要的修改部分在于，在选择题中猜出正确答案变得更加困难了。这一难度修正只在要求考生展现出其找到正确答案的过程，而不仅仅是提供一个正确的结果。比如，一个典型的数学问题并不会问：当一个直角三角形的两个股长度已知的情况下，另一个斜边是多长。反之，问题会问你：应该使用什么定理或公式才能找到正确答案。这就要求考生使用代数和几何来答题了。
许多题目也会包含此类选项：“所给信息不足”、“以上选项都不正确”或者“无需更正”，这些同样能够作为可能的回答，并通常出现在数学和语言艺术 – 写作 – 第一部分当中。
GED每年都会让一些高中毕业生代表来测试题目，其中大约30%的人未能通过。而这些高中毕业生代表中只有70%的人能通过考试，这可能表明GED考试比通常人们认为的要更难。
一些拥有GED证书的人们通常能够比退学生得到更多的工资，却比普通高中毕业生要少。经济学家詹姆斯·赫克曼（James Heckman）通过研究表明，这主要是由GED证书持有者在个人特质与背景上的先天差异造成的。当调查除此之外的其它影响因素时，他并没有发现任何证据证明对于绝大多数通过GED考试者而言，这样一个证书可以令个人的就业或赚钱机会多过退学者。然而，同时也有学术研究显示，少数有着高超学术技能和坚韧的意志与动力的GED证书持有者确实通过参加考试受益良多。

## GED考试的未来发展
2011年3月，美国教育委员会与世界上最大的教育与考试公司——培生PLC——共同宣布将会改变GED考试的设计与提供方式，但“GED考试服务”之名不会改变。其主要变更在于：考试不再会局限于笔纸方式，而是在电脑上严格实施；测试内容与评分标准都会有所改动；GED考试也会出现两种评分等级，一种是为那些想要取得高中文凭并找到工作的学生准备的，而另一种则提供给那些想要藉此进入大学者。这会帮助通过了较高难度等级考试的学生不必参加补习课程便足以应对大学入学考试。补习课程通常消耗宝贵的大学财政援助但无法带来学分。

## 延伸阅读
- 《GED技术手册第2版》（GED Technical Manual, 2nd Edition），1998年版。作者：华盛顿哥伦比亚特区美国教育委员会GED考试服务处。
- 《斯泰克-沃恩 – 准备GED考试》（Steck-Vaughn Complete GED Preparation），2002年版。作者：艾伦·诺斯卡特 等。出版：斯托克-沃恩公司。ISBN 0-7398-2837-1
- 《巴郎 如何准备GED高中等阶文凭考试》（Barron's How to Prepare for the GED High School Equivalency Exam），2004年版。作者：玛瑞·若克维兹 等。出版：纽约巴郎教育公司。ISBN 0-7641-2603-2
- 《麦格劳-希尔 GED：自然科学》（McGraw-Hill's GED: Science），2003年版。作者：罗伯特·米切尔。出版：纽约麦格劳-希尔公司。ISBN 0-07-140704-9
- 《成功GED：2003》（GED Success: 2003），2003年版本。作者：拉瑞·艾洛维兹 等。出版：新泽西州 劳伦斯维尔市 皮特森斯公司 ISBN 0-7689-0906-6